# 桀派
桀派（英語：Zepar），所羅門王72柱魔神中排第16位的魔神。持有決定戀愛前景之力量。位阶公爵，统帅26个军团。據《所羅門之鑰》記載，傑派的形象是身穿紅色甲冑的兵士樣貌。當中還曾說到只要術者手持著那個刻有Zepar名字的紋章，Zepar可能會服從該持有者。能力與西迪(Sytry，所羅門王72柱魔神中的第12位魔神)及貝雷特(Beleth，所羅門七十二柱魔神中的第13位魔神)相似，是與男女之愛、熱情、情欲相關的惡魔。不論是什麼樣的對象，都能帶至施術者面前，並使該對象瘋狂的燃起對施術者的愛意。還有一項詭異的特殊能力，就是能使女性不孕。